# Миркович Михайло Федорович
Михайло Федорович Миркович (рос. Михаил Фёдорович Миркович; *1836 р. — †1891 — російський генерал-лейтенант, картограф, начальник штабу Віленського військового округу, учасник Російсько-турецької війни 1877—1878 років..

## Етнографічна карта слов'янських народностей
Певну позитивну роль у розвитку етнографії зіграв Слов'янський з'їзд 1867 р., приурочений до Всеросійської етнографічної виставки, який став великою подією в культурному житті слов'янських країн і народів. У 1867 р., можливо спеціально підготовлена до з'їзду, вийшла з друку «Етнографічна карта слов'янських народностей» («Этнографическая карта славянских народностей») М. Ф. Мирковича..
Мапа охоплює територію Європейської Росії, Кавказу та європейських держав. Масштаб мапи 1:4 200 000.У пояснювальній записці М. Миркович детально описав, якими джерелами користувався при складанні своєї карти. Основним джерелом була карта П. Шафарика. Автор використав і дані карт Петра Кеппена. Карта М. Мирковича витримала кілька видань (1874 р., 1877 р. та ін.). Видання 1874 р. було доповнене Олександром Ріттіхом. До видання 1877 р. було додано статистичні таблиці, які показують розподіл слов'ян по державах і народностям, а також за віросповіданням, азбукам і літературним мовам (складені відомим філологом-славістом професором А. С. Будиловичем). М. Ф. Миркович, як і більшість російських етнографів та картографів цього часу, не виділяє окремо українського та білоруського етносів. В легенді карти є лише росіяни. Крім росіян, серед слов'янських народів виділено поляків, чехів, словаків, болгар, словенців, хорват, сербів та лужан..